# قانون تابعیت ونزوئلا
قانون تابعیت ونزوئلا (انگلیسی: Venezuelan nationality law) قانون تعیین‌کننده تصاحب، گذر و از دست دادن شهروندی ونزوئلا است. این قانون بر پایه اصل خاک است: هر فردی که در ونزوئلا متولد شود، بدون در نظر گرفتن تابعیت یا وضعیت والدین او، در بدو تولد شهروند ونزوئلا محسوب می‌شود. قانون تابعیت ونزوئلا، در ذیل بخش ۱ فصل ۲ قانون اساسی ونزوئلا و تحت عنوان قانون شهروندی و تابعیت ۲۰۰۴، تدوین شده‌است.